# Aegithina viridissima
La iora verde (Aegithina viridissima) es una especie de ave paseriforme de la familia Aegithinidae que vive en el sudeste asiático.

## Descripción

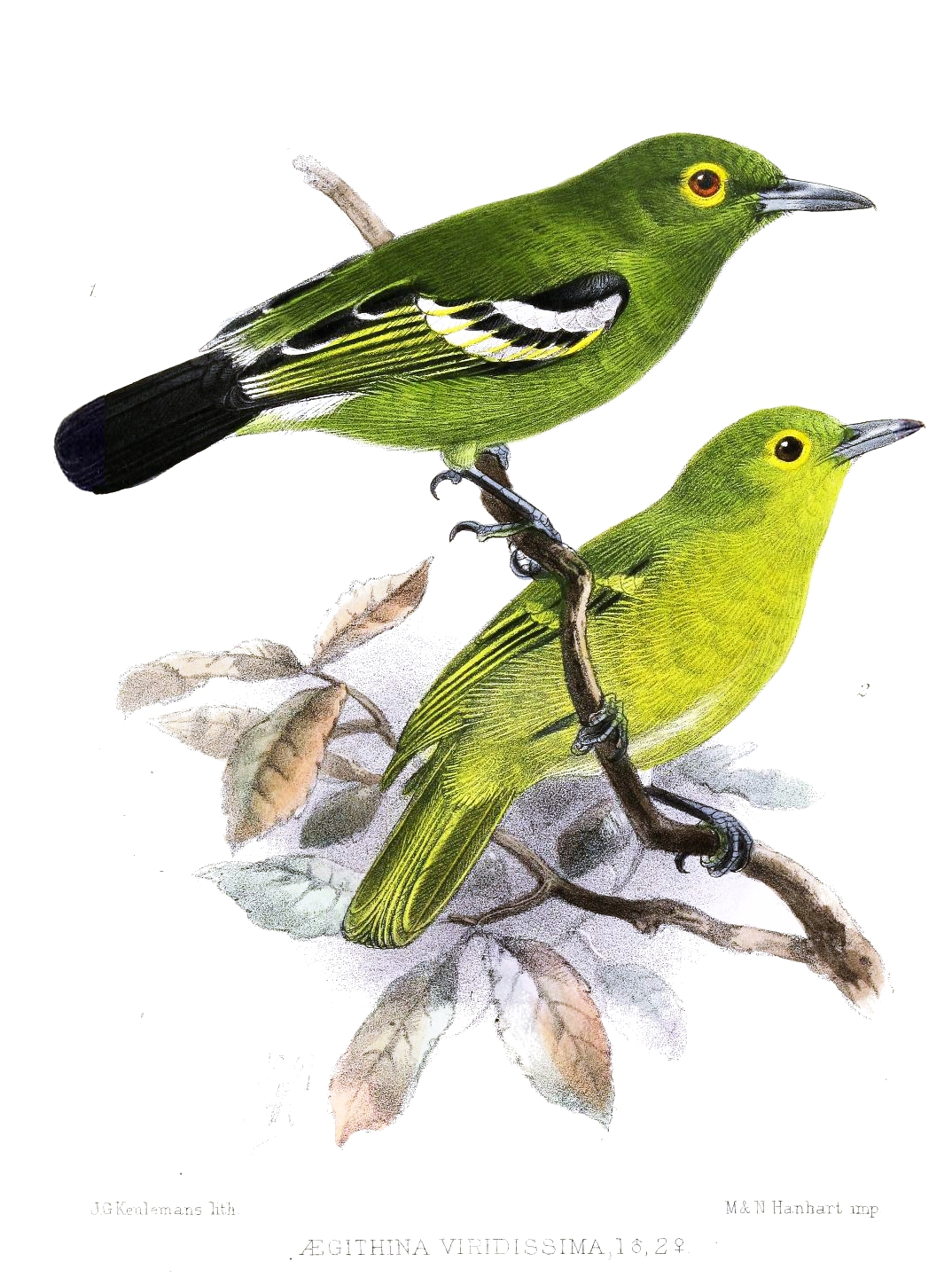
Macho (arriba) y hembra (abajo).

La iora verde mide alrededor de 14 cm de largo. Su pico es relativamente largo y puntiagudo, y de color gris oscuro como las patas. Los machos tienen el plumaje de la mayor parte de su cuerpo verde, excepto la cola que es negra, las alas que tienen plumas negras con los bordes blancos y la zona del bajo vientre y la base inferior de la cola que son de tonos verde amarillentos. Además presenta un aro amarillo alrededor de sus ojos oscuros. Las hembras tienen las partes superiores de color verde oliváceo y las inferiores de color verde amarillento, y sus alas tienen plumas verdes con los bordes amarillos.

## Distribución y hábitat
Se encuentra en las selvas y manglares de la península malaya, Sumatra, Borneo e islas menores circundantes, distribuido por el sur de Birmania y Tailandia, Malasia, el oeste de Indonesia, Brunéi, y Singapur. Está amenazado por la pérdida de hábitat.